# Aumühle (Seßlach)
Aumühle ist ein unbewohnter Gemeindeteil der oberfränkischen Stadt Seßlach im Landkreis Coburg.

## Geografie
Die ehemalige Einöde liegt etwa elf Kilometer südwestlich von Coburg an der Rodach. An dem Aumühlteich führt die Staatsstraße 2204 von Autenhausen nach Seßlach vorbei.

## Geschichte
Etwa 1419/20 wurde der Ort erstmals urkundlich im Urbar des Klosters Langheim als „Awmuel“ erwähnt. Zum Jahr 1467 folgte ein Eintrag im Kopialbuch als „Awemule cum aqua piscandi“. 1623 stand im Salbuch des langheimischen Klosterhofs Tambach der Namen „Auwmüel“. Seit 1590 hatte die Aumühle etwa dreißig Mal den Besitzer gewechselt.
Im Jahr 1801 bestand das Anwesen aus dem Mühlengebäude mit drei Mahlgängen und einem Schneidgang sowie einem Stadel und Nebengebäuden. Es war ein Lehen des Klosterhofes Tambach, die Gerichtsbarkeiten gehörten alle dem Hochstift Bamberg.
Im Januar 1806 nahm Graf Joseph Carl die Tambacher Lande, zu denen auch Aumühle mit Wohnhaus mit drei Mahlgängen, Scheune, Schweinestall, Viehstall, Holzlege, Gras- und Küchengarten gehörte, als reichsunmittelbare Grafschaft Ortenburg-Tambach in Besitz. Im Oktober 1806 wurde die Grafschaft mediatisiert. Von Dezember 1806 bis 1814 gehörte Aumühle als Teil des Tambacher Landes zum Großherzogtum Würzburg. Nach dessen Auflösung wurde das Herrschaftsgericht Tambach dem Mainkreis zugeordnet.
1862 erfolgte die Eingliederung der Landgemeinde Hattersdorf mit ihrem Gemeindeteil Aumühle in das neu geschaffene bayerische Bezirksamt Staffelstein. Im Jahr 1871 zählte Aumühle fünf Einwohner und drei Gebäude. Die zuständige katholische Pfarrei und Schule befand sich im zwei Kilometer entfernten Seßlach. Im Jahr 1900 umfasste die Landgemeinde Hattersdorf mit Aumühle eine Fläche von 413,39 Hektar, 158 Einwohner, von denen 131 katholisch waren, und 32 Wohngebäude. In Aumühle lebten drei Personen in einem Wohngebäude.
1925 hatte die Einöde fünf Einwohner und ein Wohngebäude und 1950, als Aumühle dem Sprengel der evangelischen Pfarrei Heilgersdorf zugeordnet war, sechs Einwohner. 1957 wurden im Zuge einer Flussregulierung die Rodach weiter nach Norden verlegt und das Wasserrecht der Mühle abgelöst. 1961 zählte die Einöde 12 Einwohner und ein Wohngebäude. 1970 und 1987 war der Ort unbewohnt. Das zweigeschossige Wohnhaus der Mahlmühle stammte aus der zweiten Hälfte des 18. Jahrhunderts. Das Erdgeschoss war größtenteils massiv, das Obergeschoss in Fachwerk ausgebildet. Ein Walmdach mit Rinnenziegeldeckung war vorhanden.
Am 1. Juli 1972 wurde der Landkreis Staffelstein aufgelöst. Seitdem gehört Aumühle zum Landkreis Coburg. Im Zuge der bayerischen Gebietsreform verlor Hattersdorf am 1. Januar 1978 seine Selbstständigkeit als Gemeinde und wurde wie sein Ortsteil Aumühle ein Gemeindeteil der Stadt Seßlach.
Nach zwei Bränden erwarb 1976 der Sport-Fischerei-Verein Seßlach das Anwesen und errichtete mit den Resten der Brandruine sein Vereinsheim.